# Birao
Birao é uma cidade localizada no extremo nordeste da República Centro-Africana e a capital da prefeitura de Vakaga. Conhecida por sua localização remota, próxima às fronteiras com o Sudão e o Chade, sua população era de 6 019 habitantes em 2003, data do último censo oficial do país.
Fundada em 6 de novembro de 1918, Birao era o posto mais ao norte da colônia francesa de Ubangui-Chari.
Sua história contemporânea tem sido marcada por conflitos e instabilidade, especialmente durante a guerra civil no país em meados da década de 2000. Em outubro de 2006, a cidade foi capturada por rebeldes da União das Forças Democráticas para a Reunificação, que acusaram o governo de negligência na região. O governo central, com apoio da França e do Chade, retomou o controle após operações militares, incluindo ataques aéreos franceses. Em março de 2007, Birao foi quase completamente incendiada durante confrontos entre rebeldes e tropas governamentais. Um acordo de paz foi assinado em abril de 2007, prevendo anistia para os rebeldes e sua integração ao exército nacional.
A cidade continuou a ser alvo de ataques de grupos armados, incluindo o Exército de Resistência do Senhor, que invadiu Birao em 2010, saqueando mercados e sequestrando crianças. Conflitos entre facções rebeldes, como a Frente Popular para o Renascimento da República Centro-Africana e o Movimento dos Libertadores Centro-Africanos para a Justiça, também ocorreram na região, resultando em dezenas de mortes. Em 2022, mercenários russos do Grupo Wagner estabeleceram uma base permanente em Birao, reforçando a presença militar na área.